# Seznam nemških hekerjev
Seznam nemških hekerjev.

## F
- Boris Floricic - "Tron" (1972-98)

## H
- Markus Hess

## L
- Felix von Leitner

## M
- Andy Müller-Maguhn

## W
- Harald Welte